# سيرخيو أراوخو
سيرخيو إيزيكييل أراوخو (بالإسبانية: Sergio Ezequiel Araujo) (مواليد 28 يناير 1992 - نيوكين ، الأرجنتين) لاعب كرة قدم أرجنتيني ، يلعب في مركزي المهاجم الصريح والجناح الأيسر ، ويلعب حاليًا لنادي لاس بالماس الإسباني.

## روابط خارجية
- سيرخيو أراوخو على موقع الاتحاد الدولي (مؤرشف)  (الإنجليزية)
- سيرخيو أراوخو على موقع الاتحاد الأوربي (الإنجليزية)
- سيرخيو أراوخو على موقع إي إس بي إن إف سي (الإنجليزية)
- سيرخيو أراوخو على موقع قاعدة بيانات كرة القدم.إي يو (الإنجليزية)
- سيرخيو أراوخو على موقع Soccerbase.com (لاعب) (الإنجليزية)
- سيرخيو أراوخو على موقع Soccerway.com (الإنجليزية)
- سيرخيو أراوخو على موقع عالم كرة القدم.نت (الإنجليزية)
- سيرخيو أراوخو على موقع AS.com (الإسبانية)